# Arbeláez
Arbeláez es un municipio colombiano del departamento de Cundinamarca, ubicado en la Provincia del Sumapaz, a 82 km al sur de Bogotá y a 13 km de Fusagasugá; conocido por su clima templado y rica fauna y flora.
Arbeláez es conocido como “La Ciudad Tranquila y Acogedora de Colombia”, gracias a la cordialidad de su gente. Su temperatura promedio es de 24 °C 

## Toponimia

### Origen lingüístico[7]
- Familia lingüística: Paleoeuropea
- Lengua: Euskera

### Significado
Arbeláez-arbelaiz es un apellido de origen vasco y se origina en la voz arbel "pizarra". Arbel se origina en los vocablos arri "piedra", bel "oscuro, negro" y la expresión aitz "peña", construyendo el sentido de "peña de piedra oscura, de pizarra".

### Origen / Motivación
El nombre de Arbaeláez le fue puesto al municipio en homenaje al arzobispo Vicente Arbeláez, eclesiástico antioqueño. Dedicó su vida a la educación en seminarios y en colegios, donde encontró enormes dificultades debido a la tremenda oposición de los Gobiernos liberales de entonces.

### Nombres históricos

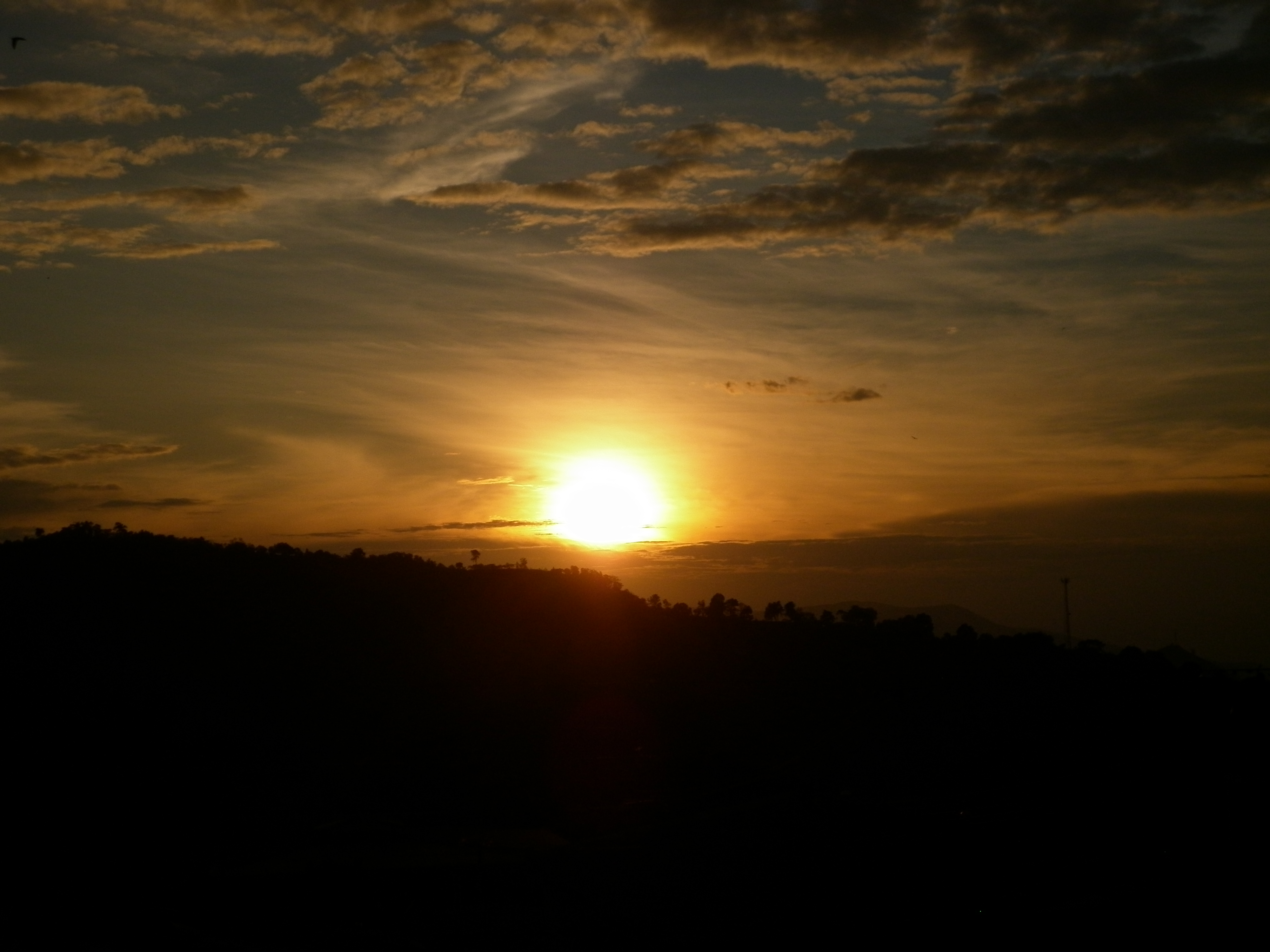
Atardecer arbelaence.

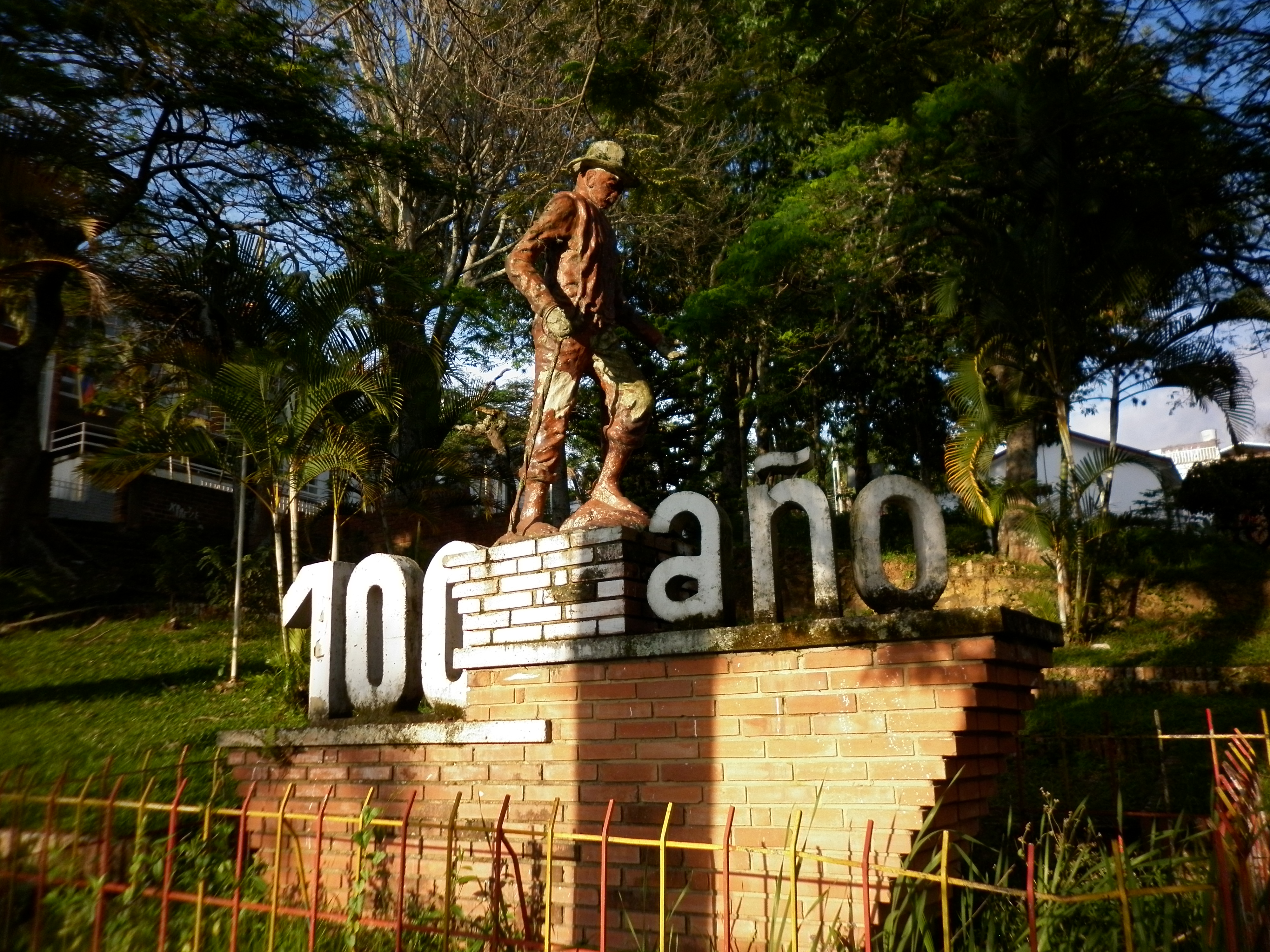
Parque de los 100 años. Imagen de la estatua de un campesino.

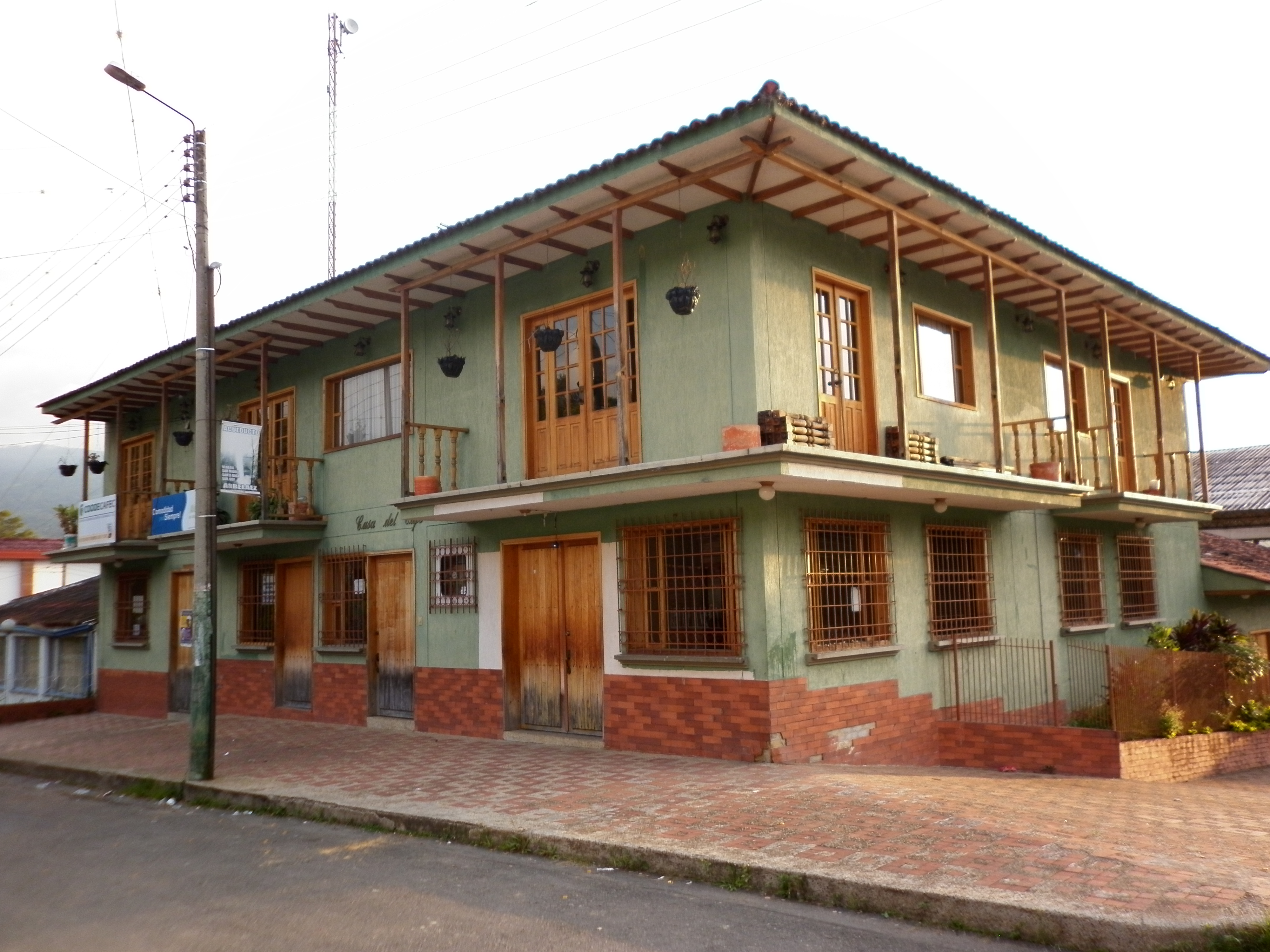
Casa del café

- El Hato de Fusagasugá (1850)
- El Hato Grande (1850)

## Historia
En la época precolombina, el territorio del actual municipio de Arbeláez estuvo habitado por los indígenas sutagaos, contando también con presencia de los muiscas, en la parte alta del territorio que se conecta con la Sabana de Bogotá; y los panches que habitó las zonas bajas del occidente de Cundinamarca. El sitio inicialmente se denomina Hato de Fusagasugá. En 1870 se establecieron numerosos pobladores procedentes del municipio de Guasca, entre ellos Vicente Rodríguez un español, quien cedió área para fundar pueblo e hizo la primera casa, por lo cual se le considera principal fundador. El Municipio se creó por Decreto No.32 de 16 de enero de 1886 del Gobernador del Distrito Federal General Jaime Córdoba y se erigió municipio con el nombre de Arbeláez en honor recién fallecido (1884) Arzobispo de Bogotá Don Vicente Arbeláez.
Por Decreto n.º 53 de la misma fecha: se hizo la división territorial de Cundinamarca y Arbeláez quedó como Distrito Integrado del Departamento de Bogotá. Por Decreto 130 de 3 de marzo de 1886 se dispuso su funcionamiento a partir del 1 de abril siguiente y se dieron sus límites. Su primer alcalde fue Ramón Rodríguez con suplencia de Gregorio Wilches nombrados por Decreto n.º 124 de 2 de marzo de 1886.
El 22 de octubre de 1870 se erigió en viceparroquia por Decreto n.º 7 de 20 de julio de 1907 del Arzobispo Bernardo Herrera Restrepo; fue erigido en parroquia con el nombre de Concepción de Nuestra Señora. Fue su primer párroco el padre Julio Sabogal, quien ejercía la viceparroquia desde 1904.

### Hechos notables
- El poblado fue incendiado y arrasado el 29 de enero de 1902 por las fuerzas revolucionarias del General Ruperto Aya durante la guerra de los Mil Días. Fue reconstruido en 1904, según consta en informe del Gobernador de Cundinamarca por Eliseo Medina en 1906. La iglesia antigua fue reconstruida a comienzos de este siglo por el Párroco Julio Saboga. En 1905 Aureliano Castañeda organizó la segunda banda municipal. En 1924 se fundó la tercera bajo la dirección de Víctor José Pardo de Ubaque.

- Una nueva iglesia se comenzó en 1932 por el sacerdote Guillermo Garavito. Fue consagrada el 19 de marzo de 1955 por Monseñor Luis Pérez Hernández. Por acuerdo n.º 2 de 1947, confirmado por el No.4 de 1963 presentados por el Concejal Alfonso Lozano Caballero, se creó el Hospital San Antonio. La antigua casa municipal iniciada a principio de siglo por Adan Sabogal y continuada por su hermano Narciso, fue demolida en 1965, año en que se inició la actual. El 18 de septiembre de 1971 se inauguró la Casa de la Cultura.

- El 19 de junio del 2001 un poco después de la 10 de la mañana, 60 hombres del frente 42 de las FARC atacaron, con cilindros de gas y granadas, las instalaciones del comando de la policía, de la Alcaldía, de la Casa de la Cultura y del Banco Bancafé. El asalto, tuvo como objetivo robar el dinero del banco. Como consecuencia de dicho ataque además de cuantiosos daños materiales, y la zozobra de la población, murieron dos policías: el auxiliar bachiller, Pablo Emilio Castellanos Martínez (Arbelaence) y el intendente Omar Alexis Acevedo Isidro quien comandaba la estación. Por otro lado, el uniformado Alejandro Leonel Criollo y dos civiles resultaron heridos.

## Población
Según el Plan de Desarrollo 2020-2023, el municipio de Arbeláez cuenta actualmente con una población de 10.680 habitantes, donde 5.447 son hombres y 5.233 son mujeres. De esta población el 56,8% de la población vive en el sector rural, es decir 6.066, y el 43.2% de la población reside en el sector urbano es decir 4.614.

### Estratificación
La estratificación del pueblo en muchos aspectos no es consecuente con el ajuste real, ya que la estratificación no valoriza directamente las casas si no toma relatividad en otros aspectos, siendo así Colombia un país con numeraciones estratificas bajas pero en realidades muy distantes.

## Educación
- Universidad Nacional Abierta y a Distancia, UNAD (Educación Pública Superior).
- Institución Educativa Departamental John F. Kennedy (Educación Pública Secundaria con énfasis académico y comercial).
- Jardín Infantil Departamental De Arbelaez- Sede Jardín del EE John F. Kennedy.
- Escuela Urbana Antonio Nariño - Sede Primaria de la IED John F. Kennedy (Educación Pública Básica Primaria).
- Institución Educativa Departamental Rural Zaragoza. (Educación Pública con énfasis agropecuario).
- Institución Educativa Departamental Kirpalamar (Educación Pública con énfasis en tecnología ambiental).
- Club Campestre Chiquitines Mamá Mary Luz. (Privado).
- Colegio Cristiano Cora (Privado).

## División Político-Administrativa
Su Cabecera municipal se encuentra dividida en los barrios: San Joaquín, el Vergel, Centro, Bellavista, Divino Niño, Centenario, Urbanización Barrio Bellavista, Cootrabea, Mariano, Turín y San Rafael; y las urbanizaciones el Poblar del Hato, Colinas del Hato, Santa Mónica.
Arbeláez tiene bajo su jurisdicción el centro poblado: Tisince.

### Veredas
- El Salitre (Sectores: la Victoria y la Dorada).
- Hato Viejo (Sectores: El Cuartel, Vergel, Sabaneta y Cartago).
- San Antonio (Sectores: El Arenal, El cucharo, El Alto de la Cruz, La lajita)
- San José. (Sector: El tabor).
- San Luis (Sectores: La Honda, la cuchilla, Berlín).
- San Miguel (Sectores: Miguel Bajo, El recuerdo).
- San Patricio (Sectores: EL Triunfo y el Banqueo).
- San Roque (Sectores: Los Ríos, Mesa del Medio, El Sámano y Jicua)
- Santa Bárbara. (Sectores La Arabia, Zaragoza, La Hoya, Casa Blanca, San Rafael)
- Santa Rosa (Sectores: Alto de la Honda, Versalles).

## Turismo
El sector turístico de Arbeláez se ha desarrollado progresivamente en los últimos dos años (2020-2021), en especial después de las restricciones impuestas por el gobierno nacional y local en Bogotá por motivo del COVID-19, lo que propulsó a que varios capitalinos busquen en el municipio una segunda residencia, on lugar para teletrabajar, o fincas, hoteles campestres y otras soluciones de ecoturismo, tanto de corta como de larga estancia.
A pesar de lo anterior, tres factores han impulsado el municipio. Primero la aceleración de instalación de fibra óptica en sectores rurales con velocidades de hasta 100 megas de subida y bajada, (por compañías como Mediawire, Contratar Internet Satelital y Libre Comunicaciones) favoreciendo el teletrabajo y la apertura de nuevas ofertas turísticas. Segundo, por la enorme disponibilidad turística natural, la enorme mayoría en estados de alta conservación, incluyendo senderos, cascadas, expediciones; puntos de avistamiento de aves, cabalgatas, y atardeceres únicos gracias a la privilegiada vista que tiene sobre las montañas del centro del país incluyendo el Parque de los Nevados. Por último, la apertura de nuevas ofertas gastronómicas y cafés en la cabecera municipal, dando al turista opciones de esparcimiento.
El cambio del modelo turístico que se experimenta tanto a escala mundial como en Colombia se dirige hacia el ecoturismo, que reemplaza el turismo de masas. Esto ha sido una oportunidad para Arbeláez donde se han comenzado a implantar exitosamente nuevos modelos y ofertas sostenibles como las acampadas de lujo, que son respetuosos con el medio ambiente, la cultura local, el suministro de productos, bienes y servicios provenientes de la región, y la generación de mano de obra, favoreciendo la creación paulatina de una resiliencia económica de mediano y largo plazo. Esto se ha dado más por iniciativa privada y respuesta a una creciente demanda, que por impulso del gobierno municipal. A finales de 2021, el municipio cuenta con al menos dos (2) campamentos de lujo.
Arbeláez se puede visitar para turismo, descanso o teletrabajo en toda época del año. Para las actividades turísticas generales a la intemperie se recomienda desde mediados de junio hasta finales de septiembre, con una puntuación máxima en la segunda semana de agosto.

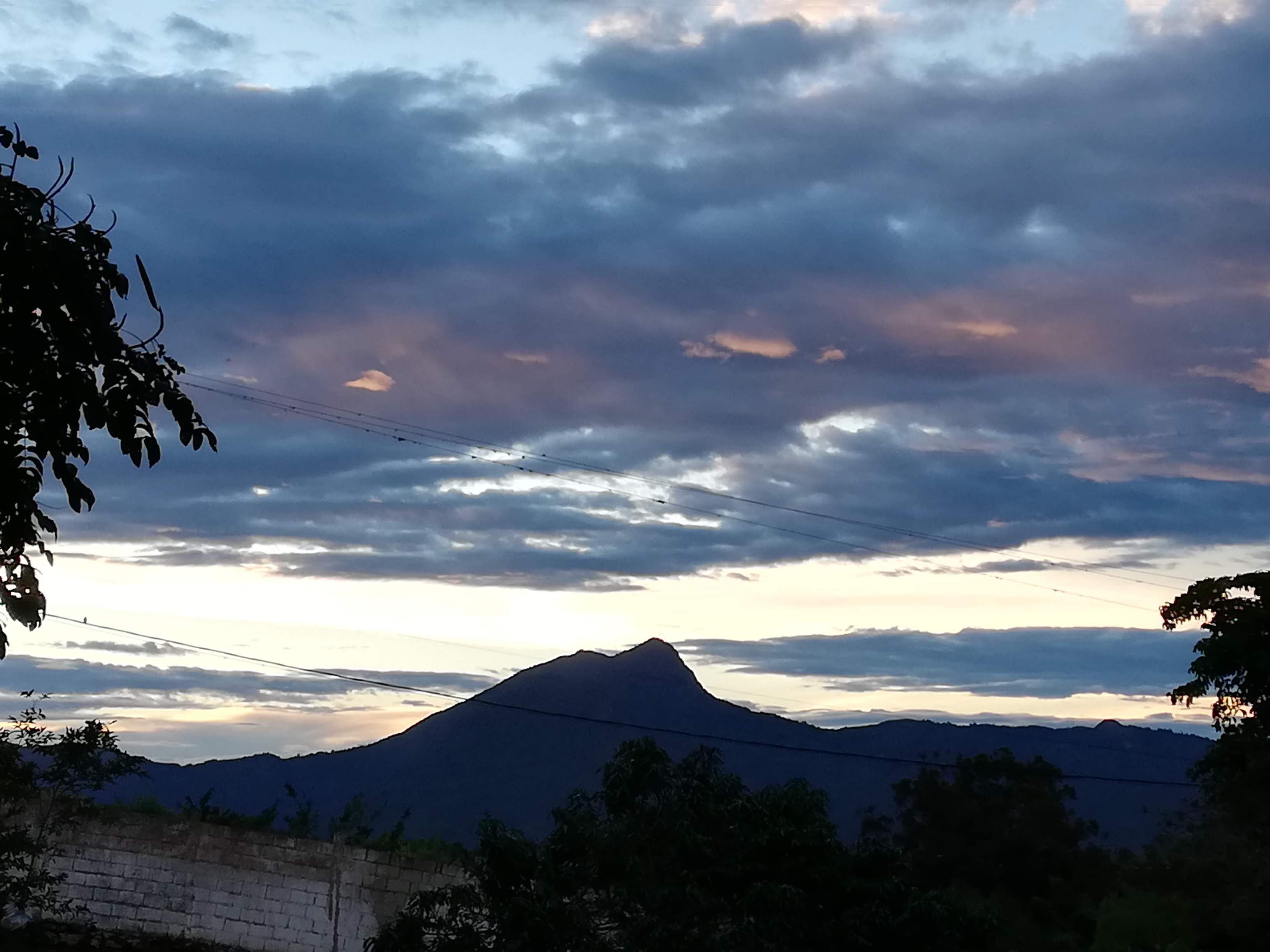
Atardecer en Arbelaez desde uno de sus miradores (2020)

### Principales actividades turísticas
- Alquilar fincas de descanso por fines de semana o temporadas: Arbeláez recibe cada fin de semana y puente festivo una importante cantidad de turistas, muchos de ellos en búsqueda de un refugio de Bogotá e Ibagué. Varios portales hoteleros y de alquiler de propiedades son utilizados para este fin. El clima del municipio es apetecido puesto que no es excesivamente cálido como puede llegar a ser Melgar o Chinauta, ni frío como Silvania o Bogotá. Generalmente las fincas de descanso de alquiler cuentan con piscina y/o jacuzzi, zonas para realizar una barbacoa, y un espacio de hamacas.

- Realizar rutas Eco y Agro Turísticas. El municipio cuenta con al menos cinco recorridos o circuitos ecoturísticos, algunos de ellos inclusive datan de la época precolombina, los cuales luego se fueron transformando en caminos de herradura. Estos recorridos o circuitos ofrecen avistamiento de aves, atardeceres realmente únicos en esta parte de la Cordillera, y una excelente oportunidad para quienes disfrutan de caminatas o cabalgatas, según se prefiera. Estos recorridos no están delimitados ni señalizados por lo cual es necesario preguntar en la Casa de la Cultura o con los habitantes del municipio sobre los puntos de comienzo y fin.

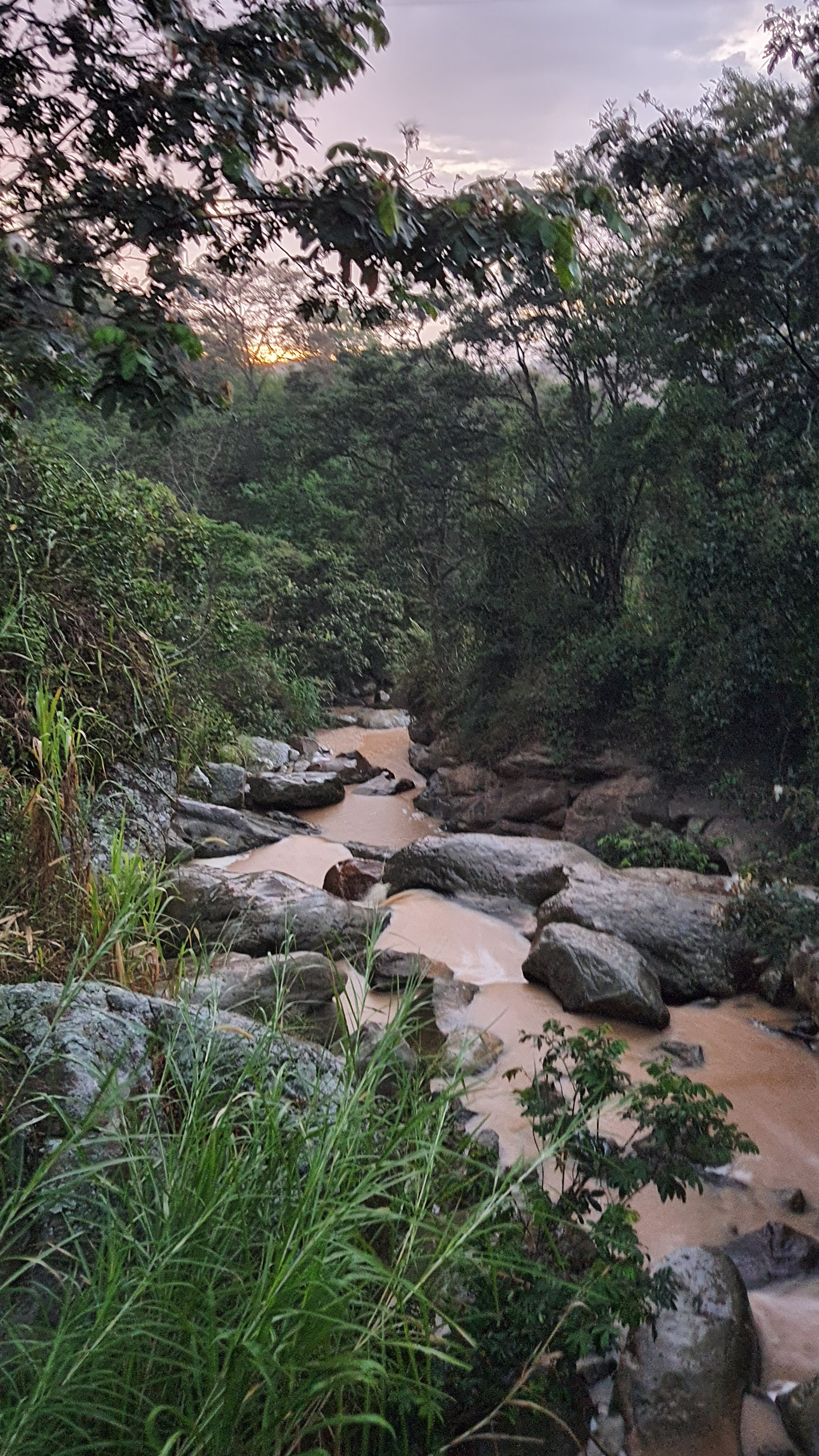
Cascada en caminata ecológica. Arbeláez, Cund. (2020)

- Avistamiento de aves: Más de 115 tipos aves han sido detalladas en el municipio, pero se cree que puede que ese número llegue al doble.[15] Esto se da porque uno de los grandes atractivos del municipio de es que va desde 200 hasta los 3,200 metros sobre le nivel del mar, lo cual lo hace endógeno a cientos de diferentes familias de aves que habitan este territorio.[15]
- Visitas a paneleras. Aunque cada vez más escasas, el municipio cuenta con varias paneleras donde el turista puede ser inmergido en la importante cultura de la panela, en especial como fuente de ingreso y alimento. En las paneleras el turista podrá realizar su propia panela desde comienzo a fin, y luego compartir una agua de panela con queso.

- Recoger, moler, tostar y disfrutar café. Una de las mejores experiencias turísticas del municipio es recoger, moler, tostar y disfrutar de su propia taza de café. Incluso poder llevar consigo algunos kilos de café tostado a casa, para regalar a amigos. El café de Arbeláez es uno de los mejores del departamento y de la región del Sumapaz,[16] y para fomentar su consumo, algunas fincas cafeteras y familiares permiten a los turistas, previa cita, hacer recorridos donde podrán ver la siembra y crecimiento de los cafetales, al igual que participar en los procesos de recolección, molienda y tostado. Las catas de café comienzan a realizarse cada vez con mayor frecuencia.
- Jugar tejo: El tejo es el deporte popular más importante del altiplano cundiboyacense. Es practicado por hombres y mujeres. Los arbelaences están acostumbrados a compartir esta actividad con turistas nacionales y extranjeros. Algunos de ellos inclusive los invitan a los turistas a sumarse a sus equipos, o dan clases improvisadas del juego.
- Visitas a petroglifos[17]. Uno de los secretos mejores guardados del municipio son sus petrogrífos, que se afirma son de la cultura Muisca. Es una expedición que llevará al turista a entender la historia de Colombia, y la expansión que tuvo esta importante población indígena.
- Visitas a miradores (hacia atardeceres, parque de los nevados, Chinauta): Arbelaéz, al estar en una importante falda de la Cordillera Oriental tiene una ubicación geográfica que le permite beneficiarse de varios kilómetros de fachada sobre la cordillera central y occidental. Esto permite al turista gozar de atardeceres con vista ininterrumpida de cientos de kilómetros. La gran mayoría de casas, fincas y lugares de descanso ofrecen miradores. La carretera de Arbelaez al municipio de San Bernardo es casi enteramente un mirador.
- Visita a Pozos de la Quebrada de la Lejía, y pozos entre los ríos en la vía a Fusagasugá. Arbeláez cuenta con tres grandes ríos: La lejia, Guavio (Batan y Santa Lucía), y el río Cuja. Estos ríos, accesibles en partes de sus trayectos son utilizados por locales y turistas como lugares de esparcimiento, en especial los fines de semana. Es importante saber que estos ríos no deben ser frecuentados en épocas de lluvias porque sus corrientes pueden llegar a ser fuertes.
- Cascada de la Honda: Uno de los atractivos ecoturísticos más visitados por turistas que se inclinan por caminatas.

### Otras actividades turísticas
- Realizar caminatas por las diferente veredas y lugares como: Cerros de Buena Vista, nacimientos de la quebradas, entre otros.
- Cabalgatas nocturnas y diurnas.
- Tobogan de Barro.
- Visitar las Momias de San Bernardo (Mausoleo de San Bernardo)[18][19]

### Acampadas de lujo
- Casa de Glamping
- Glamping Altos de Tiscince
- Glamping los azulejos.

### Otras ofertas turísticas
- Hotel y finca campestre Las Rositas (Frente al colegio John F. Kennedy).
- Hotel del parque Arbeláez (Carrera 7 6-36).
- Hotel Mi casita (diagonal a la plaza de mercado).
- También se alquilan fincas, como la Finca la Titina, ubicada a 5 minutos del pueblo vía San Bernardo.
- Casa Pivijay frente a la UNAD

## Geografía

### Límites
| Noroeste: Fusagasugá      | Norte: Fusagasugá | Nordeste: Pasca                                                                                         |
| Oeste: Icononzo ( Tolima) |                   | Este: Bogotá Localidad de Sumapaz (Corregimiento de Nazaret; Vereda Taquecitos Cuchilla Los Ensenillos) |
| Suroeste: Pandi           | Sur: San Bernardo | Sureste: San Bernardo                                                                                   |

### Clima

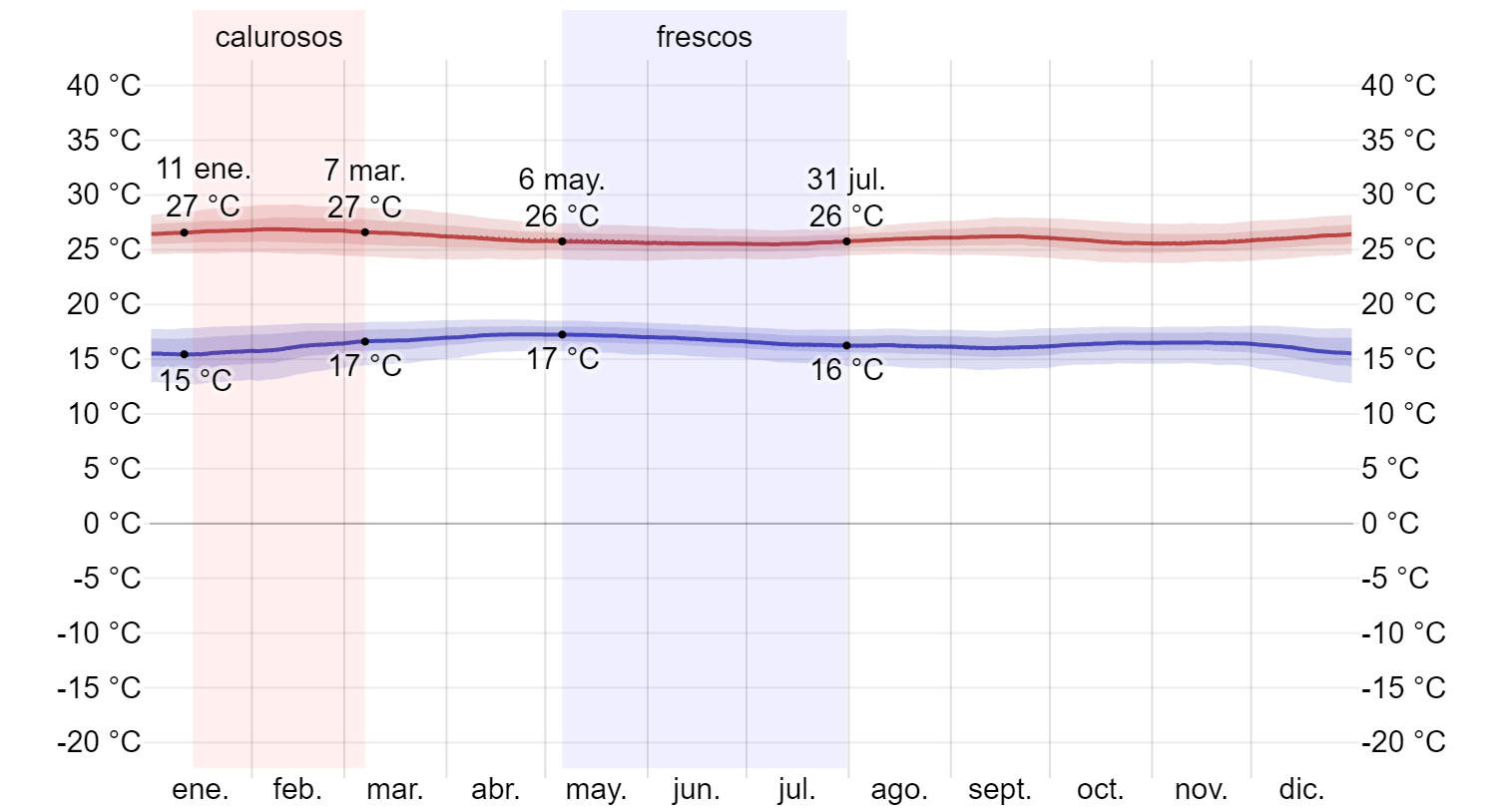
Temperaturas anuales mínimas y máximas en Arbeláez. Fuente: WeatherSpark.com

El municipio de Arbeláez cuenta con un clima templado, con temperaturas que varían entre 15 y 27 grados centígrados dependiendo de la época del año. En Arbeláez, los veranos son cortos y calurosos; los inviernos son cortos y cómodos La temporada de lluvias en Arbeláez ocurre en los meses de abril y octubre. la temporada seca o de verano es en diciembre, enero y febrero. Gracias a su ubicación geográfica, Arbeláez es beneficiado con diferentes pisos térmicos, lo cual favorece el cultivo de una variedad y diversidad importante de frutas que van desde la mora para pisos térmicos fríos, hasta cítricos, guayaba y café para pisos térmicos cálidos. La mayor parte del casco urbano se encuentra en el piso térmico cálido.
- Piso Térmico Cálido (Piso bioclimático subecuatorial) se extiende por debajo de los 1.200 m s. n. m., y constituye una estrecha franja del extremo occidental del municipio, en la parte baja de las cuencas de los ríos Negro y Cuja, tributarios del río Sumapaz. En este piso la temperatura media anual es superior a 24⁰C. Su área es de 3.009,15 ha, que representan el 20,97% del municipio.[14]

- Piso Térmico Templado (Piso bioclimático subandino) se extiende aproximadamente entre los 1.200 y 2.300 m s. n. m. y cubre 7.025,91 ha, que representan el 48,96 % del municipio. Este piso, conocido como el cinturón cafetero, presenta una temperatura media anual que varía entre 18 y 24⁰C. Dentro de él se encuentra la cabecera municipal y la mayor parte de su infraestructura de producción económica.[14]

- Piso Térmico Frío (Piso bioclimático andino) se extiende aproximadamente entre los 2.300 y 3.300 m s. n. m., y cubre 2.694,75 ha, que representan el 18,78% del municipio. Este piso, donde se encuentran algunos cultivos de tierra fría como la papa, presenta una temperatura media anual que varía entre 8 y 18⁰C. Es el tercer piso en importancia superficial en el municipio, después del templado y el cálido.[14]

- Piso térmico muy frío (piso bioclimático alto andino) se extiende aproximadamente entre 3.300 y 3.600 m s. n. m., y cubre 643,78 ha, que representan el 4,49% del municipio. Este piso, caracterizado en el municipio por relieves fuertes, presenta una temperatura media anual que varía entre 6 y 8⁰C..[14]

- Piso térmico paramuno Se extiende por encima de los 3.600 m s. n. m., y cubre 966,3 ha, que representan el 6,4% del municipio. Su temperatura media anual varía es inferior a 6⁰C y se caracteriza por arbustales y herbazales del páramo..[14]

## Economía
Gracias a la existencia de diferentes tipos de pisos térmicos, a la fertilidad del suelo, a la disponibilidad de ríos, nacimientos de quebradas y a las temporadas de sol y lluvias, el Municipio de Arbeláez es altamente propicio para la producción agrícola, pastos y bosques naturales.

### Cultivos permanentes.
Los cultivos permanentes del municipio son: café , caña panelera, mora, cítricos, guanábana, tomate de árbol, cacao, lulo, maracuyá, plátano, papayuela, uchuva, aguacate y guayaba. Información adicional se presenta a continuación:
- Café. Este se cultiva en las veredas de San José, Hato Viejo, San Patricio, San Miguel, El Salitre y Santa Rosa, ocupando 1.534 hectáreas, la mayoría de los cultivos presentan infestaciones de broca y por ello su rendimiento es muy bajo.[21] Su calidad es muy buena, y las catas de café comienzan a ser regulares y ofrecidas a turistas.
- Caña panelera . Se cultiva en las veredas de Santa Rosa, San Miguel San José Hato Viejo y Santa Bárbara con un total de 1.200 hectáreas y un rendimiento de 4 toneladas por hectárea, presentando una baja productividad debido a que la mayoría de los cultivos son viejos y de variedad poca rendidora.[21]
- Mora. Esta se cultiva en las veredas, de El Salitre, Santa Bárbara, San José y San Miguel, ocupando un área de 135 hectáreas, con un rendimiento de 8 toneladas por hectáreas.[21]
- Cítricos: Se cultivan en casi la totalidad de las veredas.

### Cultivos transitorios[21]
Entre los cultivos transitorios más recurrentes se tiene: Frijol, habichuela, arveja, tomate de guiso, pepino cohombro, pepino de guiso, guatila, flor de jamaica. La distribución de los cultivos transitorios es la siguiente:
- Habichuela. Esta se cultiva en las Veredas de Santa Rosa, Santa Bárbara, San Antonio, El Salitre y San José ocupando 275 hectáreas, con un rendimiento de 11,25 toneladas por hectárea inferiores al registrado en el nivel nacional siendo éste 18 toneladas por hectárea. Lo anterior es ocasionado por prácticas inadecuadas en el manejo de semillas, sistemas de siembra cosecha y pos cosecha.[21]
- Tomate Chonto. Se cultiva en las Veredas de San Antonio, Santa Rosa, San Miguel y Santa Bárbara, ocupando 165 hectáreas, su rendimiento es de 17 toneladas por hectárea. Sin embargo, el uso indiscriminado de pesticidas altera las características agroecológicas del suelo generando contaminación, incremento en los costos de producción y afectando la salud del productor y la comunidad.[21]

### Población bovina y superficie en pasto
Según información suministrada por la Secretaría de Agricultura y Medio Ambiente del municipio de Arbeláez y la Unidad Regional de Planificación Agropecuaria - URPA - (Cundinamarca), de las 8.000 cabezas de bovinos explotadas por una población campesina de 1500 productores el 40% se destina a carne, el 30% a leche y el 30% a doble propósito, ello representa el 14% del total de las 57.300 cabezas de la región del Sumapaz.
A pesar de que este porcentaje es bajo, se pueden destacar las Veredas de Santa Bárbara y San Miguel por poseer la mayor cobertura para los sistemas de producción pecuario y forrajero, las cuales superan los 500 productores de bovinos de doble propósito aportando el 50% de la población animal del municipio. La Vereda de Santa Bárbara es la mayor productora de forraje, dedicando el 40% de su área agroecológica a la explotación de pasto de corte y de pradera.
Le siguen en orden de importancia las Veredas de El Salitre y Hato Viejo cuyos productores de ganado de doble propósito aportan el 31% de la población animal, 2.500 cabezas - dedicando este mismo porcentaje de su área a la explotación de forrajes, lo cual presenta cierta relevancia dentro del renglón pecuario en gran medida por la fertilidad del suelo, condiciones topográficas y altitud que caracteriza esta zona en el municipio.
Así mismo, de las 4.200 cabezas de ganado comercializadas, el 46% fueron vendidas localmente demando 600 para sacrificio, 415 para pie de cría, 580 para ceba, 350 para levante y el 53% fueron negociadas al exterior del municipio, destinando 1.400 para sacrificio, 135 para pie de cría, 570 para ceba y 150 para levante.

### Producción porcina.[21]
De acuerdo con la información estadística encontrada en la fuente en referencia se observa que Arbeláez es uno de los municipios que más contribuye a la población porcina de la región del Sumapaz; especialmente en la producción de cerdas de cría, cuya población animal asciende a las 800 cabezas. De los 330 pequeños productores (predios hasta 5 Has) dedicados a este tipo de explotación, se observa que la gran mayoría de estos pertenecen a la vereda Santa Bárbara, contribuyendo con el 40% de la población animal, lo cual obedece a las características climatológicas y topográficas que posee ésta vereda, le siguen en orden de importancia las veredas San Miguel y San José aportando el 20%, y con cierto grado de partición las veredas de San Antonio, Hato Viejo y Santa Rosa. Haciendo referencia al destino comercial del ganado porcino, se tuvo en cuenta la cantidad y el destino de los animales comercializados, tanto dentro como fuera del municipio, además del número de cabezas que ingresaron de otras poblaciones, el cual está estimado en 2.000. De acuerdo con lo anterior, de los 8.500 animales negociados, 6.450 quedaron en el municipio y 1.850 fueron comercializados hacia otros mercados. Igualmente, de estos animales vendidos 650 se sacrificaron en el municipio y 100 por fuera de este, para ceba dentro del municipio fueron destinados 2.900 cabezas y por fuera del municipio 650, para levante se observó el mismo comportamiento que tuvo el destino para ceba. 

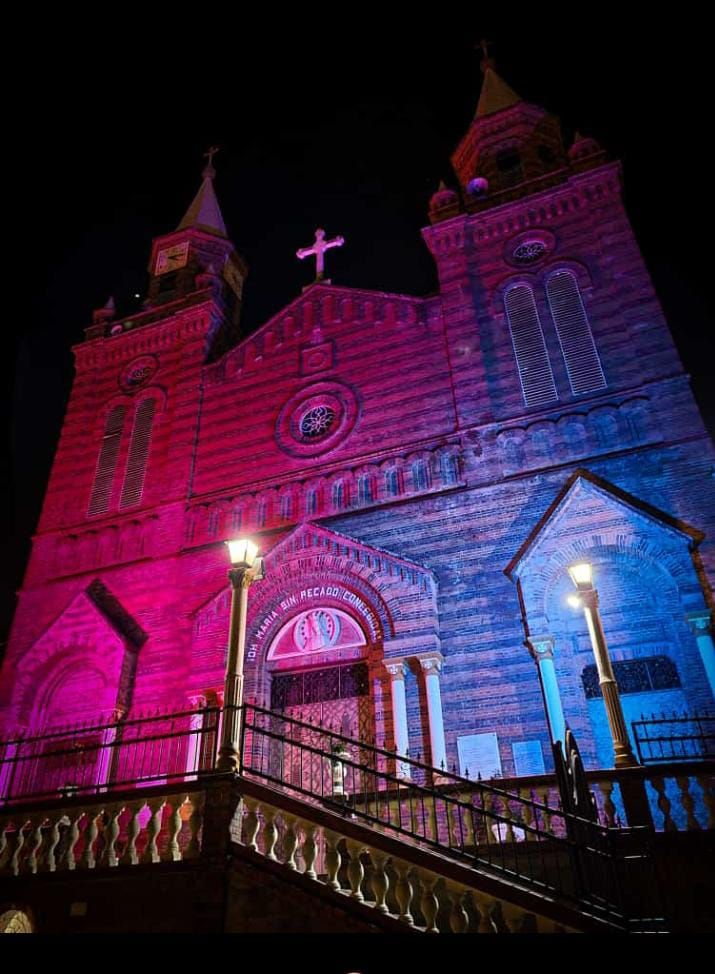
Catedral de Arbeláez, Colombia.

## Sitios de interés
- Parque Principal Alberto García Araoz.
- Parque Joaquín Gómez Otero
- Plaza de Ferias y Exposiciones Jesús Hernando Lozano Díaz - (Plaza de Toros).
- Sendero ecológico Vereda San Antonio (antiguo camino de herradura).
- Casa de la Cultura.
- Iglesia Católica Principal "Inmaculada Concepción" y Capilla del Hospital "San Antonio".

- Centro Agrícola - Plaza de Mercado.
- Coliseo de deportes Rafael Dionisio Parra Reyes
- Villa Olímpica (Epicentro Deportivo)
- Turín Plaza (Piscina)

## Cultura
El folclor local ha dado origen a diferentes leyendas y mitos urbanos, que son transmitidos de generación en generación. Algunos son mitos tomados de otros lugares del país y adaptados, mientras que la mayoría tienen su origen en supuestas vivencias de sus habitantes.
La bruja que pide sal: Un clásico del folclor es la historia de una mujer joven, de aproximadamente 20 años, muy bien vestida e informal a la vez, con pelo negro hasta los hombros, ojos color miel, y con un comportamiento tierno y delicado. Ella aparece de día en las puertas de las casas y fincas del municipio, siempre preguntando por un hombre, usando su nombre completo. Se trata por lo general del más guapo y atractivo de la vivienda. Cuando el hombre sale a la puerta, la mujer únicamente le pide que le de sal. Según la leyenda, darle sal a la mujer, quien en realidad es una bruja convertida, equivale a firmar un acuerdo y darle permiso para que la bruja visite a este hombre por las noches en forma de cualquier ave o de gato. La “contra” o antídoto para este hechizo es tirar arroz crudo alrededor de la casa o puerta, lo cual impide que la bruja actúe.
El diablo derrotado por los arbelences: Otra historia cuenta que “en las noches, entre los caminos de los campos, en donde la única luz que acompañaba era la de las estrellas, rondaba un perro negro con ojos rojos brillantes. Era el Diablo en forma de animal, acompañado muchas veces por los terratenientes de la región.” Así, se relata en el municipio que Diablo realizó varias apuestas con habitantes del municipio, quienes lo derrotaron un sinnúmero de veces. El diablo, antes de partir dejó plasmadas dos de sus huellas, una en el Puente San Antonio, y la otra en la llamada Silla del Diablo. Para que el diablo no retorne, durante más de 100 años, los habitantes del pueblo realizan en diciembre la tradición cultural, un juego, una festividad llamada la diablada o festival decembrino.

### Eventos culturales
Festival Decembrino Es una serie de celebraciones populares que se realizan durante el mes de diciembre de cada año, iniciando con la "Diablada", tradición popular que ocurre entre 16 y el 24 de diciembre. Esta tradición consiste en que un grupo hombres, mujeres y niños se disfrazan con trajes y máscaras coloridas y con una vejiga de toro inflada y amarrada a una soga, y esta a su vez a un palo, asumiendo el rol de "diablos" y están dispuestos a perseguir a quienes los "torean", gritándolos y llamándolos con la expresión !Diablo¡ !Diablo¡ !Diablo¡ Las personas que los han llamado, tratan de correr y esquivar los azotes que los diablos imparten con las vejigas. El juego termina cuando quien toreó levanta las manos en señal de alto. Esta tradición simula la expiación de los pecados que ocurre en los días de la novena navideña hasta el nacimiento del mesías, según la tradición cristiana. Cada día se repite esta presentación en tres horas el día: 12:00 p. m.; 5:00 p. m. y 7:00 p. m., todas las personas pueden participar toreando diablos. Esta tradición se realiza desde 1908 y fue instaurada por el sacerdote Alberto García Aráoz. Otra de las tradiciones del festival decembrino es la Apuesta de Disfraces cuyo origen se remonta a 1920 y el concurso de disfraces en las categorías de carrozas, comparsas, disfraces individuales, acompañado de verbenas populares.
Ferias y fiestas de Arbeláez (agosto de cada año) Las ferias y fiestas de Arbeláez se celebran en el fin de semana (puente festivo) del 15 de agosto de cada año. Durante los 5 a 6 días de festividades se realizan cabalgatas ecológicas, exposición equina grado B, bovina y de Especies Menores, Toros y Artistas. Adicionalmente hay fuegos pirotécnicos y una verbena popular nocturna. Los festejos, que se iniciaron hace más de 50 años suelen atraer oportunidades de negocios, diversión, e intercambio cultural.
Otros eventos
- Festival y reinado de la Caña y el Café en Tiscince.
- Semana Santa.
- En junio se celebra el Corpus Christi con una convocatoria a todos los sectores del municipio, donde se adornan las principales calle del municipio, con procesión religiosa, convirtiéndose en una actividad única en la región y digna de ser vista y de participar en ella.
- Las Ferias y fiestas de la población son para toda la gente local y visitantes que disfrutan de la alegría de esta población en el mes de agosto, verbenas populares, feria artesanal, exposición equina, toros, y demás actividades típicas del municipio.
- El cumpleaños de Arbeláez que se celebra el 16 de enero con actividades de tipo deportivo, cultural, turísticas y verbena popular.

## Deportes
El municipio de Arbeláez cuenta con diversos escenarios deportivos que favorecen la práctica de variados deportes como: tejo, microfútbol, baloncesto, natación, atletismo, patinaje y voleibol.
Arbeláez se ha destacado por ser cuna de grandes deportistas, que han ocupado meritorios puestos a nivel Local, Regional, Departamental, Nacional e Internacional. Destacando el voleibol como uno de los deportes destacados del municipio, con el nombre del Licenciado Víctor Augusto "Yuto" Díaz quien llevó a la selección femenina a los primeros y únicos olímpicos en la historia.

## Movilidad
A  Arbelaez se llega por la Ruta Nacional 40 desde Soacha hasta el casco urbano de Fusagasugá (hasta la calle 22) y siguiendo este último al sur pasando por el casco urbano arbelaense. De ahí al sur directamente se puede movilizar por el municipio de San Bernardo y de ahí a Pandi. Por el centro poblado del Boqueron se pasa por el lado occidental de Arbelaez hasta Pandi, Venecia, Cabrera y el centro poblado La Unión de la localidad de Sumapaz también al sur y por Pandi hacia Icononzo al suroccidente.

### Cómo movilizarse
- Al interior de la cabecera municipal: los locales utilizan moto, vehículo particular y sobre todo recorridos a pie, ya que la gran mayoría de distancias son caminables.
- Entre la cabecera municipal y las veredas: Existen diferentes servicios de transporte público entre la cabecera municipal y las veredas o fincas. Entre estos se destacan los Jeeps y Nissan de los años 70 y 80 que funcionan como taxis colectivos. Por lo general no tienen horarios fijos, y funcionan hasta las 8:30 de la noche, salvo en festividades y algunos fines de semana, cuando los horarios se pueden extender. Este sistema de transporte es seguro.

## Servicios públicos
- Energía Eléctrica: Enel es la empresa prestadora del servicio de energía eléctrica.
- Gas Natural: Alcanos de Colombia es la empresa distribuidora y comercializadora de gas natural en el municipio.

## Estructura organizacional municipal
| Arbeláez     | Arbeláez    | Arbeláez                   |
| Departamento | Código DANE | Categoría municipal (2024) |
| ------------ | ----------- | -------------------------- |
| Cundinamarca | 25053       | Sexta                      |

- Personería:

El actual Personero municipal es Ana Romero Rincón (2024-2027).
- Concejo Municipal:

Constituido por 11 concejales por un periodo de 4 años.
- Alcaldía Municipal: En esta se encuentra la administración municipal y las entidades descentralizadas del municipio.

El actual Alcalde municipal es Hugo Novoa Villamil (2024-2027), elegido por voto popular.
- Inspección de policía.